# Piribebuy
Piribebuy é uma cidade do Paraguai, Departamento Cordillera.

## Transporte
O município de Piribebuy é servido pelas seguintes rodovias:
- Caminho em pavimento ligando a cidade ao município de Paraguarí (Departamento de Paraguarí)
- Ruta 02, que liga o município de Coronel Oviedo (Departamento de Caaguazú) a Assunção
- Caminho em pavimento ligando a cidade ao município de Itacurubí de la Cordillera[1][2][3]